# تيم أوبراين (رسام)
تيم أوبراين (بالإنجليزية: Tim O'Brien)‏ (16 نوفمبر 1964 في نيو هيفن، كونيتيكت - )؛ رسّام ومصوّر أمريكي، اشتهر بأعماله الفنّية الواقعية.